# Pháo đài Julien
Pháo đài Julien (một số nguồn chép là Pháo đài Jullien), hay còn được gọi là Pháo đài Qaitbey (tiếng Ả Rập: قلعة قايتباي), là một pháo đài nằm ở bờ tây của sông Nin, cách khoảng 5 km về phía tây bắc Rosetta (thành phố cảng nằm ở bờ biển phía bắc Ai Cập). Pháo đài này ban đầu được xây dựng dưới thời Đế quốc Ottoman, sau đó bị Pháp chiếm đóng trong chiến dịch xâm lược Ai Cập và Syria, trong khoảng thời gian từ năm 1798 đến 1801. Pháo đài này nổi tiếng vì là nơi mà phiến đá Rosetta được phát hiện vào năm 1799.

## Lịch sử và hiện tại
Pháo đài có cấu trúc thấp, hình chữ nhật. Ở trung tâm pháo đài có một lô cốt nhìn ra những cây số cuối cùng của sông Nin trước khi đổ ra Địa Trung Hải. Pháo đài được xây dựng vào khoảng năm 1470, theo yêu cầu của Quốc vương Qaitbay, người cũng đã cho xây dựng Pháo đài Qaitbay ở Alexandria. Năm 1516, Quốc vương Al-Ashraf Qansuh al-Ghuri đã cho đắp thêm một bờ tường phòng thủ. Pháo đài sau đó rơi vào tình trạng đổ nát.
Pháo đài được xây dựng một phần từ những viên đá bị lấy đi từ các địa điểm Ai Cập cổ đại gần đó. Khi Vivant Denon đến tham quan vào năm 1799, ông cho biết, pháo đài "được xây dựng từ những phần của các công trình cũ; và những viên đá đặt xung quanh các lỗ châu mai là những viên đá hộc được lấy từ Thượng Ai Cập, và được phủ đầy những chữ tượng hình".
Pháo đài sau đó đã được trùng tu bởi chính phủ Ai Cập vào thập niên 1980 và được mở cửa cho công chúng vào năm 1985 theo lệnh của tổng thống Hosni Mubarak.

## Tìm ra phiến đá Rosetta
Quân Pháp chiếm hữu pháo đài đổ nát này vào ngày 19 tháng 7 năm 1799, chỉ vài ngày trước khi trận Abukir xảy ra, và họ đã mau chóng tu sửa lại nó. Pháo đài sau đó đã được xây dựng lại một cách kiên cố hơn và được đặt theo tên của Thomas Prosper Jullien, một vị tướng dưới trướng của hoàng đế Napoleon Bonaparte. Trung úy Pierre-François Bouchard, một trong những người phò tá của Napoleon, đã phát hiện ra phiến đá Rosetta nổi tiếng khi đang sửa lại hệ thống phòng thủ của pháo đài. Khi một bức tường cũ được tháo dở để xây nền củng cố hơn, Bouchard đã nhận ra phiến đá. Các công nhân của Qaitbay có thể đã lấy phiến đá này từ một ngôi đền ở thành phố cổ Sais gần đó. Hiện nay có một bia tưởng niệm sự khám phá này được đặt ở phía trái lối vào của pháo đài.
Năm 1801, quân Pháp bại trận dưới tay quân Anh trong cuộc vây hãm pháo đài Julien. Người Anh đã mang phiến đá này về Luân Đôn và trưng bày trước công chúng tại Bảo tàng Anh.